# Aglaiocercus
Az Aglaiocercus  a madarak osztályának sarlósfecske-alakúak (Apodiformes) rendjébe és a kolibrifélék (Trochilidae) családjába tartozó nem.

## Rendszerezésük
A nemet John Todd Zimmer 1930-ban, az alábbi 3 faj tartozik ide:
- fecskekolibri (Aglaiocercus kingii)
- kékfarkú fecskekolibri (Aglaiocercus coelestis)
- Aglaiocercus berlepschi